# 磯
磯（いそ）あるいは磯浜（いそはま）とは、岩石海岸のこと。あるいは岩で構成された岩石（海食崖）海岸と、溶岩が火山から海岸線まで流れ出て出来た火山海岸の総称。
砂浜海岸、あるいは砂浜海岸と礫浜海岸を含めた「浜」と対比される概念である。磯場（いそば）とも。

## 地形と環境
磯の地形は海岸線の出入りが多く、岬や入り江などの地形的な特徴がみられる。観光名所となっている場所がある一方で交通の難所も多い。
岩礁性の海辺は海藻や魚介類の格好の生息地である。魚が豊富なので釣り人は磯釣りを行う。磯は砂浜に比べて海水の透明度が高いので、日本では古来、箱めがねを用いて水中をのぞきながら、銛やヤスなどで魚を突く磯漁の舞台の場になってきた。

## ギャラリー
- 磯を近くの岡から見下ろした写真（千葉県犬吠埼）
- 磯（インド、カンニヤークマリ）
- イギリス、Llyn Duの磯
- 与那国、クブラバリの磯
- 磯のカニ（米国カリフォルニア州ハーフムーンベイ）
- 磯での釣り（台湾東岸）
- 磯場での波の様子